# Atlantic Coast Conference
La Atlantic Coast Conference (comunemente conosciuta con l'acronimo ACC) è considerata una delle più importanti conference dello sport universitario negli Stati Uniti d'America: è fra le sei cosiddette major conferences NCAA. Geograficamente raccoglie una serie di prestigiosi atenei situati nella zona sud-orientale degli USA, ai quali si è recentemente aggiunto il Boston College, che è stato invitato a farne parte per ragioni economiche legate al football americano.
Tradizionalmente la ACC è considerata una grande potenza nella pallacanestro, dove storiche sono le rivalità fra tre delle maggiori università della Carolina del Nord: University of North Carolina, North Carolina State University e Duke University.

## Squadre

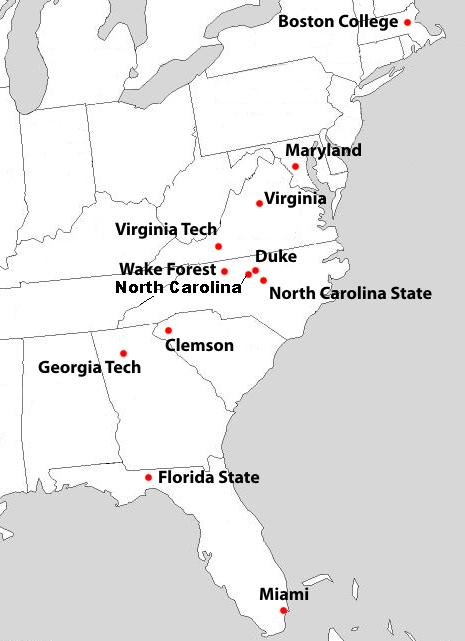
Localizzazione dei membri dell'ACC

Questo è l'elenco delle università che gareggiano nei vari sport all'interno della ACC:
- Boston College Eagles
- California Golden Bears
- Clemson Tigers
- Duke Blue Devils
- Florida State Seminoles
- Georgia Tech Yellow Jackets
- Louisville Cardinals
- Miami Hurricanes
- NC State Wolfpack
- North Carolina Tar Heels
- Notre Dame Fighting Irish – Membro di tutti gli sport tranne il football americano, nel quale gioca come indipendente.
- Pittsburgh Panthers
- SMU Mustangs
- Stanford Cardinal
- Syracuse Orange
- Virginia Cavaliers
- Virginia Tech Hokies
- Wake Forest Demon Deacons